# 美洲拟啄木鸟科
，在动物分类学上是鸟纲鴷形目中的一个科。这是一种比较近似雀形目的鸟类。本科有2屬15種，分佈美洲的热带地区。
該科成員颈短，头大，眼睛表上有一簇长的羽毛，大多数种色彩鲜艳。習在树洞中筑巢，每次产二至四枚卵。它们以果实和昆虫为食，皆是留鸟。